# 말펜사 공항터미널1역
말펜사 공항터미널1역(이탈리아어: Malpensa Aeroporto Terminal 1)은 이탈리아 밀라노-말펜사 공항터미널1을 운행하는 기차역이다. 1999년에 부스토 아르시조–말펜사 공항 철도의 서쪽 종점이었던 말펜사 아에로포르토(Malpensa Aeroporto)로 개업했으며, 페로비에노르드(Ferrovienord)에서 관리한다. 2016년에 말펜사 공항터미널2까지 3.4km의 철도 연장에 따라 역 이름이 말펜사 공항터미널1으로 변경되었다.

## 운행편
기차 서비스는 트레노르드와 TILO에서 운영하며 시계 방향 일정에 따라 운영된다.
- 트레노르드 말펜사 익스프레스[5]  : 말펜사 공항터미널2 – 말펜사 공항터미널1 – 사론노 – 밀라노 카도르나 / 밀라노 중앙역, 15분 간격으로 운행 (카도르나까지 시간당 2편, 중앙역까지 2편 운행)
- TILOS 50[6]: 말펜사 공항터미널2 – 말펜사 공항터미널1 – 갈라라테 – 바레세 – 멘드리시오 – 루가노오 – 벨린초나, 매시간 운행